# Intesa Sanpaolo
Die Intesa Sanpaolo S.p.A. ist das größte italienische Kreditinstitut (Stand 2024). Die Großbank mit Sitz in Turin ist an der Borsa Italiana im Leitindex FTSE MIB sowie im EURO STOXX 50 gelistet.

## Geschichte

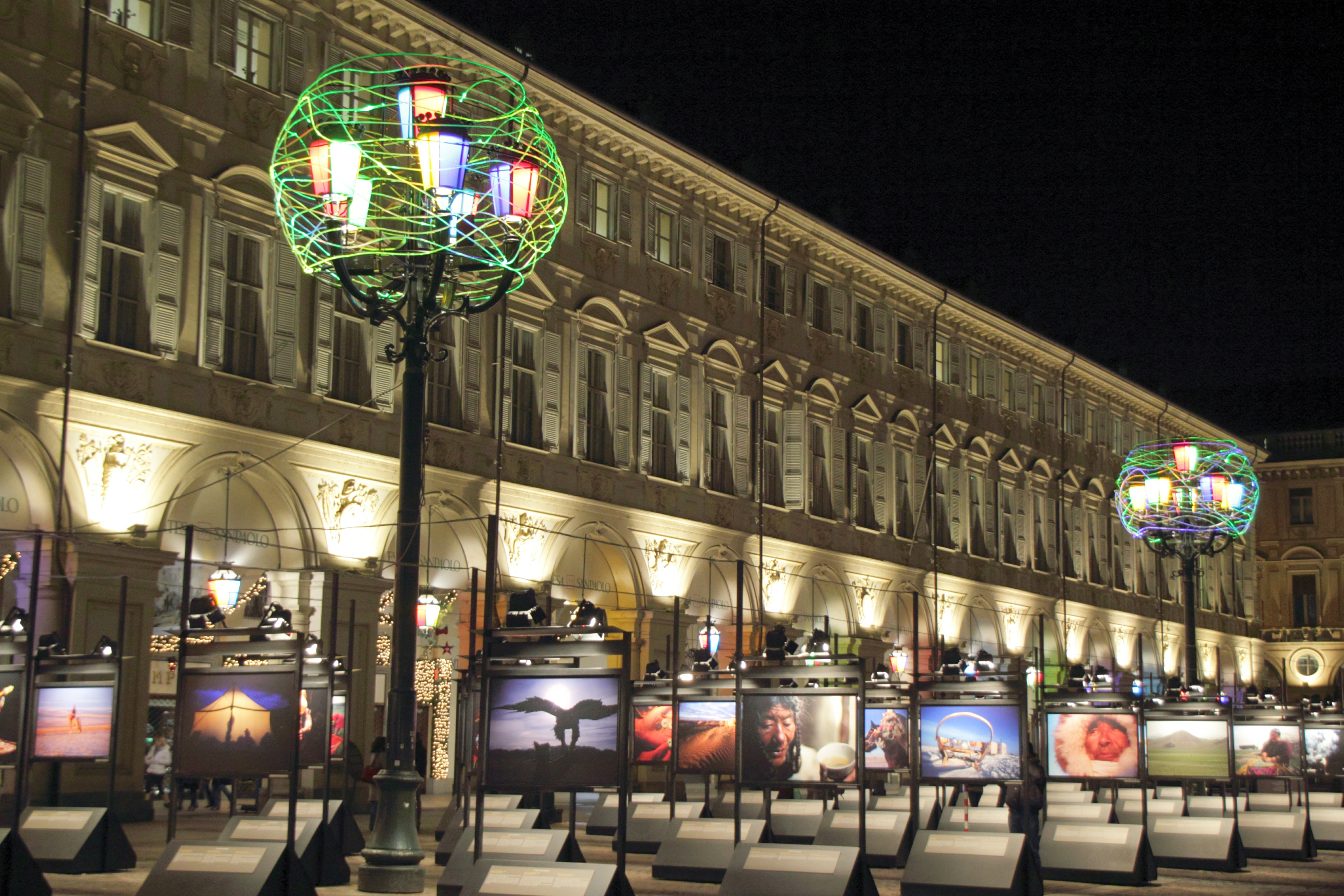
Palazzo Turinetti in Turin, ehemaliger Sitz der Intesa Sanpaolo

Im August 2006 wurde angekündigt, dass die Sanpaolo IMI und die italienische Banca Intesa fusionieren werden. Mit der Fusion am 1. Januar 2007 entstand das zweitgrößte Kreditinstitut Italiens, das den Namen Intesa Sanpaolo erhielt.
Die Banca Intesa entstand im Jahr 1998 durch eine Fusion der Mailänder Sparkasse Cassa di Risparmio delle Provincie Lombarde (CaRiPLo) mit dem Banco Ambroveneto. 1999 wurde auch die traditionsreiche Banca Commerciale Italiana übernommen. Banca Intesa war an etlichen italienischen Banken beteiligt, darunter an der Sparkasse Parma und an der Bank für Trient und Bozen. Im Ausland kontrollierte Banca Intesa u. a. die kroatische PBZ, die slowakische VÚB, die serbische Banca Intesa Beograd (die zweitgrößten Banken der jeweiligen Länder), die ungarische CIB und die russische KMB Bank.
Die neue Bank gehört zu den größten Instituten in Europa und wurde 2010 vom US-Sender CNBC mit zu den sichersten Banken der Welt gezählt. Mit einer Marktkapitalisierung von ca. 48 Mrd. Euro (2022) rangiert Intesa Sanpaolo unter den 50 größten Unternehmen Europas und ist gegenwärtig im EuroStoxx 50 mit ca. 1,26 % Gewichtung vertreten.
Durch die Übernahme der Regierungsgeschäfte in Italien durch eine Technokratenregierung unter Mario Monti im Jahr 2011 wurde ein Führungswechsel der Intesa Sanpaolo notwendig. Der langjährige CEO Corrado Passera wurde als Superminister für Industrie und Infrastruktur ins Kabinett Monti berufen. Nach wenigen Tagen bereits konnte die Intesa einen Nachfolger präsentieren. Enrico Cucchiani, bisher für das Europa- und Südamerikageschäft der Allianz verantwortlich, trat am 22. Dezember 2011 den Posten als CEO an.

## Konzernstruktur

### Divisionen und Tochtergesellschaften
Nach der Fusion operiert Intesa Sanpaolo mit sechs Divisionen:
- Banca dei Territori – Retail- und Privat-Banking-Kunden sowie SMEs und gemeinnützige Organisationen werden in Italien betreut.
  - Intesa Sanpaolo
  - Isybank

- IMI Corporate and Investment Banking – Große Firmenkunden und Financial Institutions werden weltweit betreut. Der Bereich deckt M&A, Structured Finance und Capital Markets-Aktivitäten ab.
  - Intesa Sanpaolo Bank Ireland
  - Intesa Sanpaolo Bank Luxembourg
  - Intesa Sanpaolo Brasil

- International Banks
  - Banca Intesa Beograd (Serbien)
  - Bank of Alexandria (Ägypten)
  - CIB Bank (Ungarn)
  - Eximbank (Moldawien)
  - First Bank (Rumänien)
  - Intesa Sanpaolo Bank Slovenia
  - Intesa Sanpaolo Bank Albania
  - Intesa Sanpaolo Bank Romania
  - Intesa Sanpaolo Banka Bosna i Hercegovina
  - Pravex Bank (Ukraine)
  - Privredna Banka Zagreb (Kroatien)
  - VUB Banka (Slowakei)

- Private Banking
  - Fideuram - Intesa Sanpaolo Private Banking, eine der führenden Privatbanken in Italien
  - Fideuram Asset Management Ireland
  - Intesa Sanpaolo Private Banking
  - Intesa Sanpaolo Wealth Management
  - Reyl Intesa Sanpaolo
  - SIREF Fiduciaria

- Vermögensverwaltung
  - Eurizon Capital SGR S.p.A
  - Eurizon Asset Management Croatia
  - Eurizon Asset Management Hungary
  - Eurizon Asset Management Slovakia
  - Eurizon SLJ Capital LTD

- Versicherungen
  - Fideuram Vita
  - InSalute Servizi
  - Intesa Sanpaolo Assicurazioni
  - Intesa Sanpaolo Insurance Agency
  - Intesa Sanpaolo Protezione

### Internationale Präsenz und Systemrelevanz
Obwohl Intesa Sanpaolo eines der wenigen großen Institute ist, welches auf der G-SIFI-Liste der G20 derzeit nicht berücksichtigt wird, verfügt die Bank über eine nennenswerte Präsenz an allen wichtigen Finanzzentren der Welt und darüber hinaus an weiteren, selektiven Standorten u. a. in Osteuropa und Afrika.
In Europa betreibt das Unternehmen Filialen in London (European Hub), Amsterdam, Frankfurt/Main, Madrid und Paris. Repräsentanzen bestehen u. a. in Athen, Brüssel, Istanbul, Moskau, Warschau und Stockholm.
In Asien ist die Bank in Dubai, Hong Kong (Asian Hub), Shanghai, Singapur und Tokio mit Filialen und in Beijing, Beirut, Ho Chi Minh City, Mumbai, Seoul und Teheran mit Repräsentanzen vertreten.
In Amerika betreibt die Bank vier Niederlassungen: Filialen in New York und George Town sowie Repräsentanzen in Santiago und Sao Paulo.
In Afrika hält sie – mit rund 70 Prozent – den Mehrheitsanteil an der Bank of Alexandria in Ägypten.

### Anteilseigner
(Stand: April 2025)
| Anteil   | Anteilseigner                     |
| -------- | --------------------------------- |
| 6,482 %  | Fondazione Compagnia di San Paolo |
| 5,400 %  | Fondazione Cariplo                |
| 88,118 % | Streubesitz                       |

## Weltfinanzkrise
Die Intesa Sanpaolo kam vergleichsweise gut durch die Finanz- und Schuldenkrise ab 2007. Dies ist auch ihrer konservativen Ausrichtung auf das Retailgeschäft in Italien und auf das kundenzentrierte internationale Firmenkundengeschäft und Investmentbanking zu verdanken. Im November 2011 veröffentlichte die Bank ein 9-Monats-Ergebnis (Net Income) von rund 1,9 Mrd. Euro und ein Ergebnis für das dritte Quartal von rund 500 Mio. Euro. Obwohl das Ergebnis positiv von Steuereffekten beeinflusst wurde, reflektiert es die operative Stärke des Instituts.
Gleichwohl ist Intesa die Bank mit dem größten Sovereign-Debt-Exposure in Italien. Abschreibungen auf italienische Staatsanleihen hatten das Ergebnis entsprechend negativ beeinflusst. Davon unbenommen besteht auch nach den Stresstests der Europäischen Bankenaufsichtsbehörde kein erhöhter Eigenkapitalbedarf. Unter Abschreibung der (insbes. italienischen) Staatsanleihen auf Marktwert läge die Core-Tier-One-Ratio der Intesa Sanpaolo noch über 9 % – dem Zielwert der EBA. Unter Ansetzung des Nominalwertes in der Bilanz liegt die Quote bei 10,2 %, was Intesa zu einer der solidesten Banken Europas macht. Viele andere europäische Großbanken, darunter der heimische Wettbewerber Unicredit sowie die Deutsche Bank und Commerzbank benötigen nach EBA-Richtlinien bis Mitte 2012 frisches Eigenkapital in Höhe von rund 115 Mrd. Euro.